# Мюльтрофф

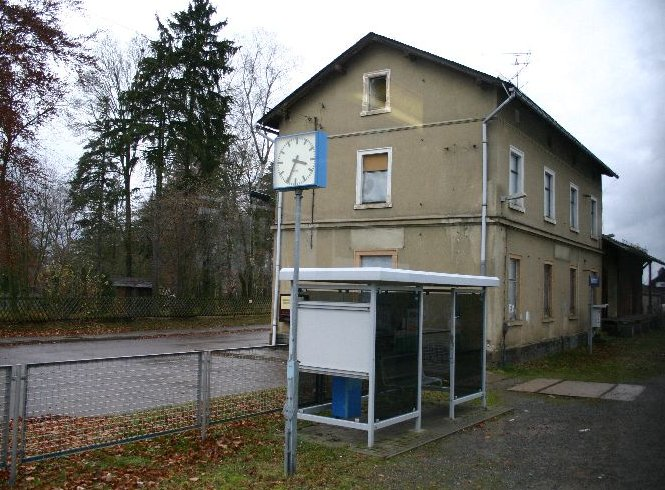
Вокзал, 2006

Мюльтрофф (нім. Mühltroff) — колишнє місто у Німеччині, у землі Саксонія. Входило до складу району Фогтланд, що підпорядкований земельної дирекції Хемніц. 1 січня 2013 року територія Мюльтрофа увійшла до складу новоствореного об'єднаного міста Пауза-Мюльтрофф. 
Мюльтрофф було найзахіднішим містом землі Саксонія.
Населення становило 1 794 особи (на 31 грудня 2010). Площа - 27,70 км². 